# De Ploeg (theatergroep)
De Ploeg is een Nederlandse theatergroep, die zich vooral richt op kluchten en parodieën maar binnen deze diciplines ook serieus drama nastreeft.

## Geschiedenis
De Ploeg ontstond in 1998, toen Joost Nuissl, destijds directeur van de Kleine Komedie, het idee kreeg een voorstelling te maken met daarin een samenwerking tussen serieuze acteurs en cabaretiers. Hij benaderde Joep van Deudekom, Viggo Waas en Peter Heerschop, die allen actief waren in NUHR. Van Deudekom, Waas en Heerschop benaderden Genio de Groot en Titus Tiel Groenestege, die al eerder theaterprogramma's van het trio hadden geregisseerd. Titus Tiel Groenestege was bezig aan een productie met Han Römer, die de groep ook kwam versterken. Koos Terpstra werd als regisseur aangetrokken.
In 1998 ging hun eerste productie in première De Ploeg: Vinger in de pap, gevolgd door De Ploeg II: En nu...revue! in 1999. Deze eerste twee kluchten gingen over de familie Van der Ploeg, bestaande uit Pap, Map, Broer, Buck, Berry en Nonkel. Het tweede programma werd opgenomen en uitgezonden door de VARA en verscheen tevens op VHS-video. Het concept van de Familie van der Ploeg werkte de groep uit tot de televisieserie Familie van der Ploeg, die door de VPRO werd uitgezonden in Villa Achterwerk en in 2003 de Cinekid Publieksprijs kreeg.
In 2000 werd De Ploeg voor hun versie van de Driestuiversopera uitgebreid met Carice van Houten en Margôt Ros. In 2002 maakte Piet Römer, de vader van Ploeglid Han Römer, zijn opwachting bij De Ploeg als vader in een bewerking van de film Festen. Dit zou zijn laatste toneelrol worden. In 2005 en 2006 speelde De Ploeg Vendetta, De Godvader deel IV een bewerking van de Godfather-trilogie van Francis Ford Coppola met onder andere Najib Amhali als gastacteur. In de productie Ben Hur uit 2008 keerde de Familie van der Ploeg terug op het toneel en waren er gastbijdragen van Erik van Muiswinkel en Beppie Melissen.
In 2012 speelde De Ploeg de voorstelling De Ploeg danst op de vulkaan: 2012, die was gebaseerd op het 2012-fenomeen. Bij deze voorstelling waren, voor het eerst sinds 2000, geen gastacteurs aanwezig. Ook Joep van Deudekom moest afhaken met jicht in zijn voeten. Ook dit keer draaide de voorstelling rond de Familie van der Ploeg.
In 2017 speelde De Ploeg de voorstelling Pilp Fuction, die was gebaseerd op de film Pulp Fiction. Dit keer razen ze door beroemde filmscènes. Twee zussen runnen een ouderwetse bioscoop. Een familiegeheim zet iedereen onder druk. Een beeldschone dochter gaat op zoek naar de waarheid. Ook in Dolby Surround en Technicolor te zien. Loes Luca en Ria Marks zijn ervaren gastactrices en talent Ilke Paddenburg uit Arnhem debuteert.

## Programma's
- De Ploeg: Vinger in de pap (1998; regie Koos Terpstra)
- De Ploeg II: En nu...revue! (1999; regie Koos Terpstra)
- Driestuiversopera (2000; regie Matthijs Rümke)
- Festen (2002; regie Willem van de Sande Bakhuyzen)
- Vendetta, De Godvader deel IV (2005-2006; regie Monique Merkx)
- Ben Hur (2008; regie Monique Merkx)
- De Ploeg danst op de vulkaan (2012; regie Koos Terpstra)
- Pilp Fuction (2017; regie Jakop Ahlbom)

## Acteurs

### Vaste acteurs
- Han Römer - Pap
- Titus Tiel Groenestege - Map
- Peter Heerschop - Broer
- Joep van Deudekom - Buck*
- Viggo Waas - Berry
- Genio de Groot - Nonkel

* Met uitzondering van het programma 2012.

### Gastacteurs

#### Driestuiveropera
- Carice van Houten
- Margôt Ros

#### Festen
- Piet Römer
- Saskia Temmink
- Ria Marks

#### Vendetta, De Godvader deel IV
- Najib Amhali
- Lies Visschedijk
- Marisa van Eyle

#### Ben Hur
- Erik van Muiswinkel
- Beppie Melissen
- Sophie van Winden

#### Pilp Fuction
- Loes Luca
- Ilke Paddenburg
- Ria Marks